# Caradrina dubitata
Caradrina dubitata är en fjärilsart som beskrevs av J. Peter Maassen 1890. Caradrina dubitata ingår i släktet Caradrina och familjen nattflyn. Inga underarter finns listade i Catalogue of Life.